# بهاولبور
باهاوالبور (بالأردوية: بہاولپور)‏ هي مدينة، في باكستان، تقع في Bahawalpur District ‏، هي عاصمة مملكة بهاولبور، وBahawalpur District ‏، بلغ عدد سكانها 681,696 نسمة وذلك حسب إحصائيات سنة 2017، تبلغ مساحتها 237.2 كيلومتر مربع، رمزها البريدي هو 63100.

## أعلام
- أرت مالك
- فيصل إقبال
- محمد عادل
- محمد مسعود أظهر
- محمد شهيد